# ابن الكيزاني
شمس الدين أبو عبد الله محمد بن إبراهيم بن ثابت بن فرج (فرح) الأنصاري الكناني المصري الخامي الشافعي (؟؟؟ - 9 ربيع الأول 562 هـ/10 فبراير 1196 م) ويُعرَف بابن الكيزاني، هو كاتب ومُقرِئ وفقيه وأصولي وارو حديث وواعظ وشاعر مصري عاش في القرن السادس الهجري.

## سيرته
ولِدَ محمد بن إبراهيم بن ثابت في مدينة الفسطاط في مصر، وكانت نشأته فيها، ثمَّ غادر مصر إلى العراق وتتلمذ هناك لدى أبي الحسن علي بن الحسين الموصلي، وربَّما دخل بغداد وزار بلاد الشام والحجاز. بَرَعَ ابن الكيزاني في علوم دينية عدة، فكان عالماً بالقراءات القرآنية والحديث النبوي، والفقه الإسلامي وأصول الفقه على المذهب الشافعي. وألَّف كتابين في الوعظ الديني. وكان من كبار المُتصوِّفة في زمنه، أسَّس طريقة عُرِفت بالطريقة الكيزانية، نسبةً إليه، وهي أولى الطرق الصوفية في مصر، وكان لها اتباع كُثُر خصوصاً في نواحي مدينة بلبيس واتسع انتشارها حتى وصل إلى سواحل الشام. ويتَّفق كل من ترجم لابن الكيزاني أنَّه كان زاهداً ورعاً تقياً، يقول شمس الدين السخاوي: «كان كثير الإيثار، وكان له معمل يرسم القزازة، ويأكل من كسبه ويتصدَّق بالباقي، وكان يأتيه الطالب لبقرأ عليه فيجده جوعاناً فيطعمه، وعرياناً فيكسوه ويعطيه العمامة، حتى يجد في نعله شيئاً مقطوعاً فيخرزه بيده». مال ابن الكيزاني إلى الاعتزال، واتهمه نجم الدين الخبوشاني بالزندقة، وعلى النقيض فهناك روايات أخرى تفيد أنَّه كان مُشبِّهاً، وأخرى أنَّه من أهل الحديث، ومهما كان من أمر عقيدته فهذا لم يمنعه من نيل مكانة مرموقةً لدى العامَّة والعلماء والأدباء والحكام على حدٍّ سواء. التقى ابن الكيزاني بصلاح الدين الأيوبي في مصر قبل يتولَّى حكمها، واستكتبه جزءاً من شعره. تُوفِّي ابن الكيزاني في مدينة القاهرة في شهر ربيع الأول من سنة 562 هـ، ودُفِن بجانب ضريح الإمام الشافعي، غير أنَّ نجم الدين الخبوشاني نبش قبره ونقل جثته إلى قبر آخر بعيد عن قبر الإمام الشافعي، وقد كان لهذه الحادثة يد في إشعال فتنة مذهبية بعد وفاة ابن الكيزاني.

## شعره
نظم ابن الكيزاني الشعر على طريقة المتصوِّفة، وتناول فيه الزهد والغزل والوعظ، وهو شاعر مُكثِر نُسِبَ إليه ديوان شعر.